# NGC 7460
NGC 7460 ist eine Balken-Spiralgalaxie mit ausgedehnten Sternentstehungsgebieten vom Hubble-Typ SB(s)b im Sternbild Fische auf der Ekliptik. Sie ist schätzungsweise 148 Millionen Lichtjahre von der Milchstraße entfernt und hat einen Durchmesser von etwa 60.000 Lj.
Im selben Himmelsareal befinden sich u. a. die Galaxien NGC 7458, NGC 7478, NGC 7480.
Das Objekt wurde am 21. September 1876 von dem Astronomen Édouard Stephan entdeckt.